# Kurier (program informacyjny)
Kurier – główny program informacyjny TVP3 nadawany od 3 marca 2002 do 5 października 2007. Koncentrował się głównie na wydarzeniach regionalnych, ale podawał też informacje o najważniejszych wydarzeniach w kraju i na świecie, zgodnie z formułą Region-Kraj-Świat. 
6 października 2007 wraz ze startem TVP Info miejsce programu zajął Serwis informacyjny TVP Info. Po reaktywacji kanału TVP3 w 2016 nie został przywrócony. Rolę głównego programu informacyjnego stacji pełni Dziennik Regionów, przygotowywany przez dziennikarzy 16 oddziałów terenowych TVP3.

## Wydania
- Kurier nadawany był: 
  - w dni robocze:
    - w godz. 6:00–9:30 co kwadrans (bez 7:45 i 8:45) w ramach pasma Kurier Poranek
    - w godz. 9:30–17:30 co pół godziny (x:30 oraz flesz ok. x:00)
    - w godz. 20:30–22:30 co godzinę oraz powtórka ostatniego wydania po 1:00.

  - w soboty i niedziele
    - w godz. 7:30–22:30 co godzinę (bez 18:30 i 19:30) oraz powtórka ostatniego wydania po 1:00.
- W czasie transmisji obrad Sejmu lub komisji śledczych nadawany był Kurier w formie graficznej.
- Kilka razy dziennie w zależności od okoliczności emitowane były wydania specjalne Kuriera, w których na żywo transmitowane były konferencje prasowe polityków, ministrów oraz relacje z uroczystości.
- Po wydaniach Kuriera nadawane były kolejno: Prognoza pogody, Kurier biznes (w dni robocze), Kurier sportowy oraz Kurier kultura – serwis informacyjny TVP Kultura (w paśmie popołudniowym).
- Od 15 maja do 5 października 2007 wydanie Kuriera o 16:30 było tłumaczone na język migowy jednocześnie zastępując emitowane do kwietnia 2007 wydanie Panoramy w TVP2 o godz. 16:00 w języku migowym[2].